# Hembury
Hembury és un jaciment arqueològic situat prop de Honiton, al comtat anglès de Devon. Es tracta d'un recinte de fosses d'època neolítica i un castre de l'edat del ferro. La seva cronologia s'estén des de finals del V mil·lenni aC fins a la invasió romana.
La fortificació està situada en un promontori orientat al sud i al final d'una carena de 240 m d'alçada als Blackdown Hills. Es troba al nord i té vistes sobre la vall del riu Otter, ubicació que probablement va ser escollida per oferir bones vistes del camp circumdant i per raons defensives. La Societat Arqueològica de Devon va comprar el lloc el 2022.

## Etapes d'ocupació
El jaciment de Hembury mostra una primera ocupació d'època neolítica, i més tard, durant l'edat del ferro, es va construir al mateix lloc un castre.

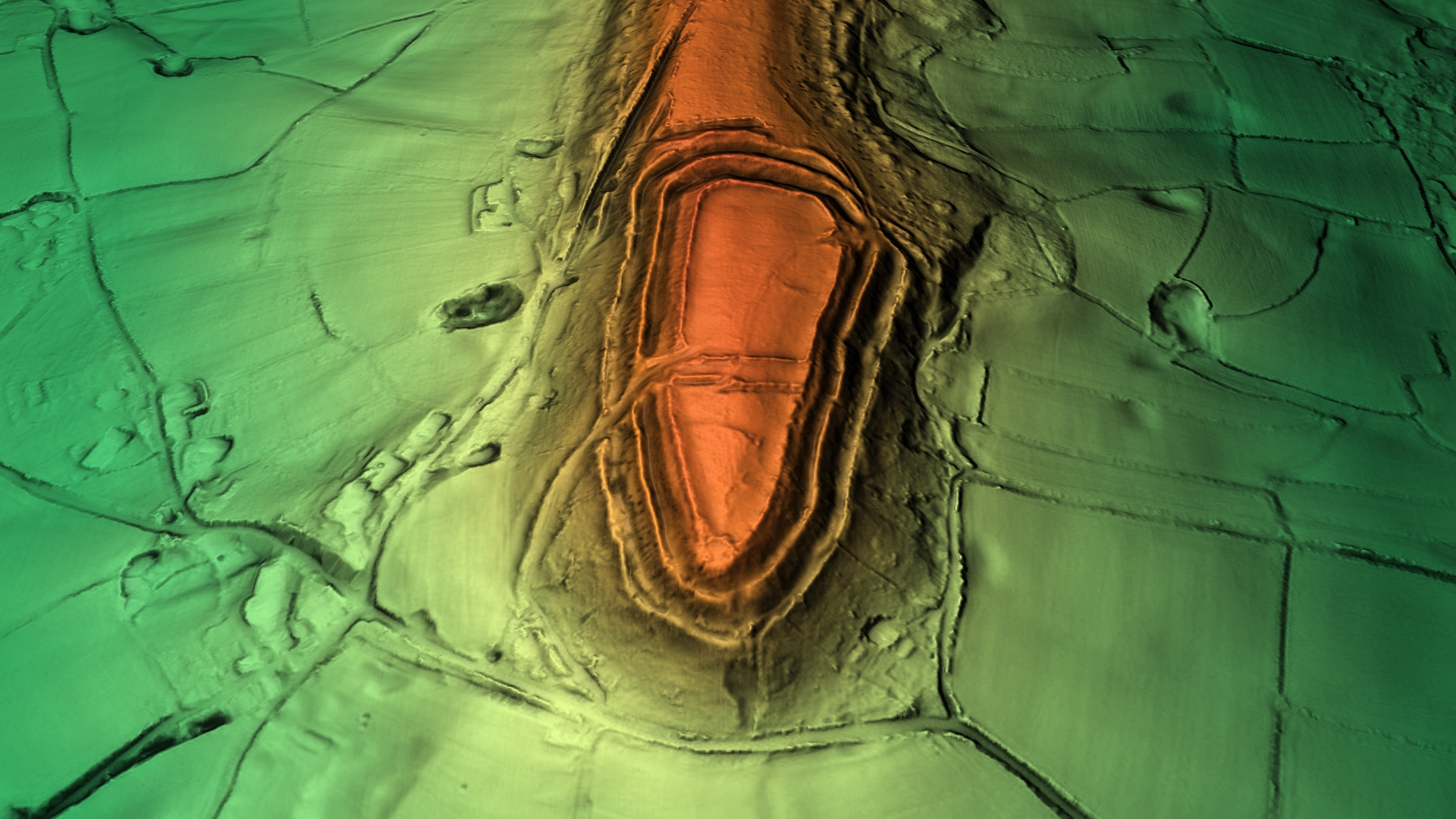
Model diital del terreny.

Va ser excavat entre 1930 i 1935 per Dorothy Liddell. Va identificar una entrada amb marc de fusta al recinte i una disposició ovalada de forats de pal al mig que va interpretar com a un edifici destruït pel foc abans que es fessin els moviments de terra. Altres evidències de l'ocupació neolítica inclouen ceràmica, sílex, destrals, molins de mà i gra carbonitzat.
Durant una excavació a la dècada de 1980 dirigida per Malcolm Todd, s'hi van trobar proves arqueològiques d'ocupació militar romana, cosa que suggereix que en aquell moment hi va haver una fortificació dins del jaciment existent de l'Edat del Ferro.

## Ceràmica de Hembury

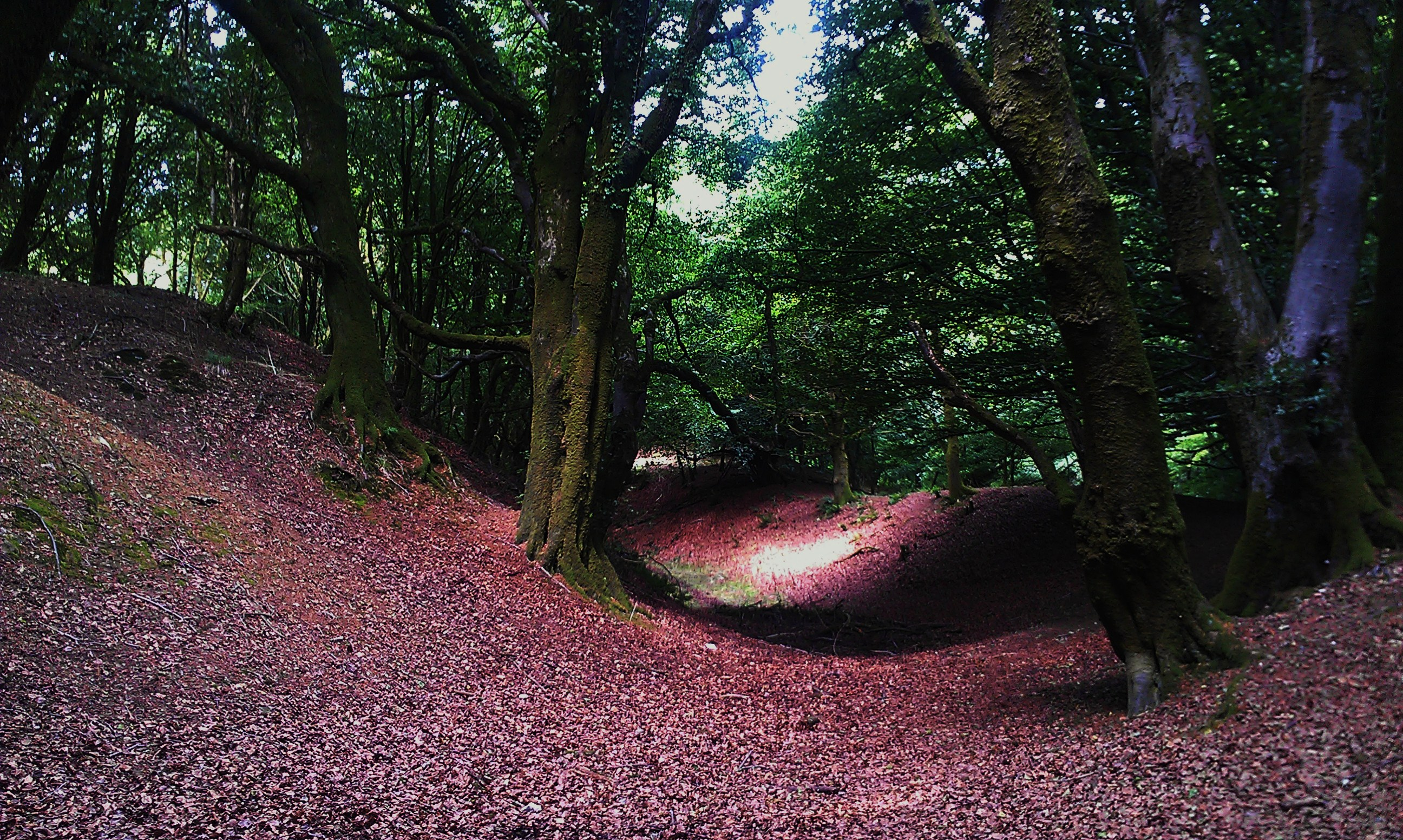
Fosses del recinte de l'edat del ferro.

El jaciment ha donat el seu nom a algunes tipologies de les primeres ceràmiques del Neolític al sud de la Gran Bretanya, després que s'hi trobés una gran col·lecció de peces ceràmiques durant les excavacions de Dorothy Liddell.
La ceràmica de Hembury es caracteritza generalment per la presència de bols de fons rodó amb nanses. Gran part es va produir més a l'oest, al voltant de The Lizard, utilitzant argila de gabre, i es va comerciar per les illes Britàniques. Aquesta ceràmica és de finals del V mil·lenni i de principis del IV mil·lenni aC. Diverses peces de ceràmica de gabre de Hembury s'exhibeixen al Royal Albert Memorial Museum d'Exeter.